# 中央公园大厦

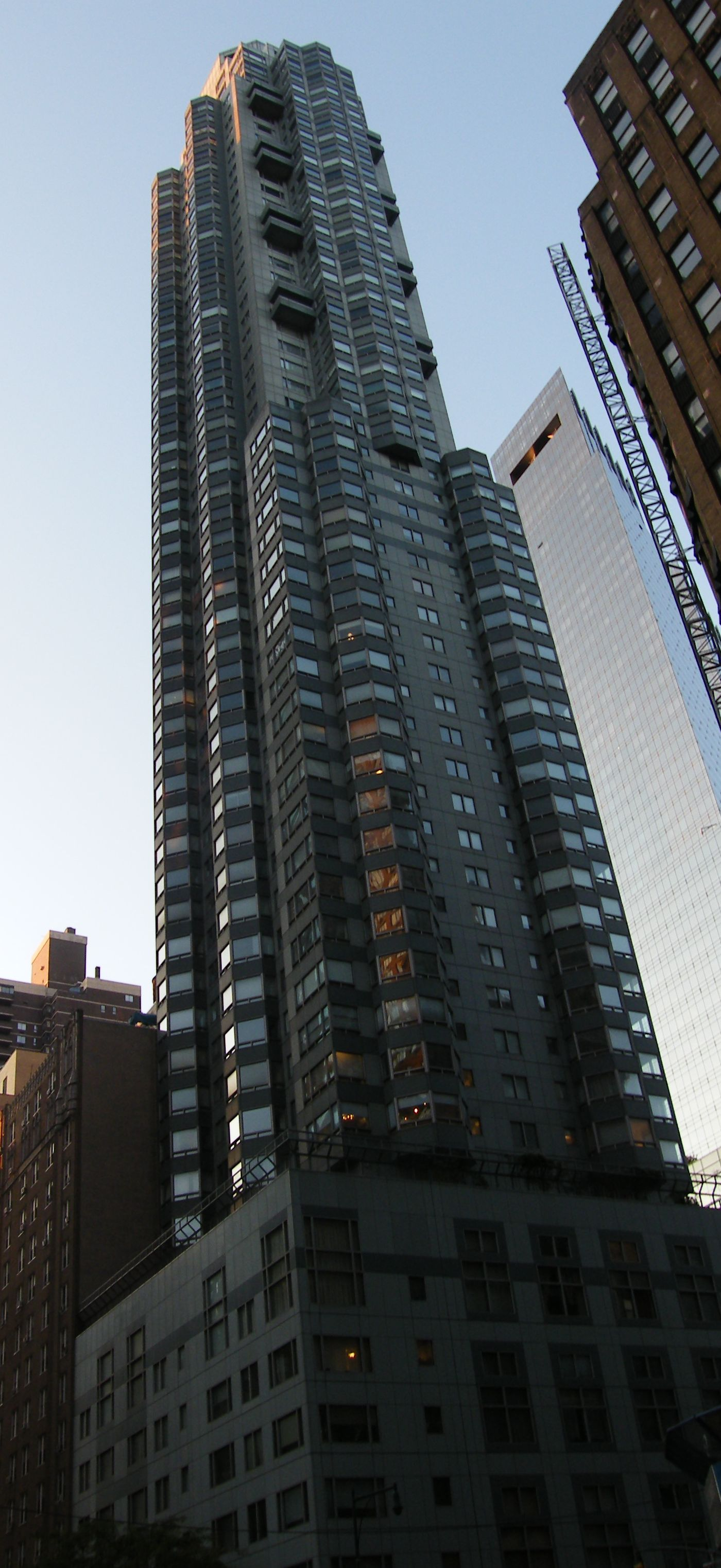
中央公园大厦

中央公园大厦（英語：Central Park Place）是纽约市一栋56层高的公寓建筑。该建筑于1988年完工，位于西57街301号（介于第八大道和第九大道之间）。它是纽约第64高的建筑，高度为191公尺。